# Agon Orchestra
Agon Orchestra je hudební soubor, který v roce 1983 založili skladatelé Petr Kofroň, Miroslav Pudlák a Martin Smolka. Soubor hrál skladby jak českých, tak i zahraničních skladatelů (například Edgard Varèse, John Cage, Morton Feldman). V roce 2001 soubor nahrál album Filip Topol & Agon Orchestra, kde doprovodil Filipa Topola. Později spolupracoval například se skupinou The Plastic People of the Universe, zpěvákem Davidem Kollerem a roku 2009 zhudebnil sbírku básní Magorova Summa autora Ivana Martina Jirouse.